# Manichino I
Manichino I (ros. Манихино I) – węzłowa stacja kolejowa w miejscowości Manichino, w rejonie istrińskim, w obwodzie moskiewskim, w Rosji. Węzeł linii Moskwa – Siebież – Ryga z Wielkim Pierścieniem Kolei Moskiewskiej.

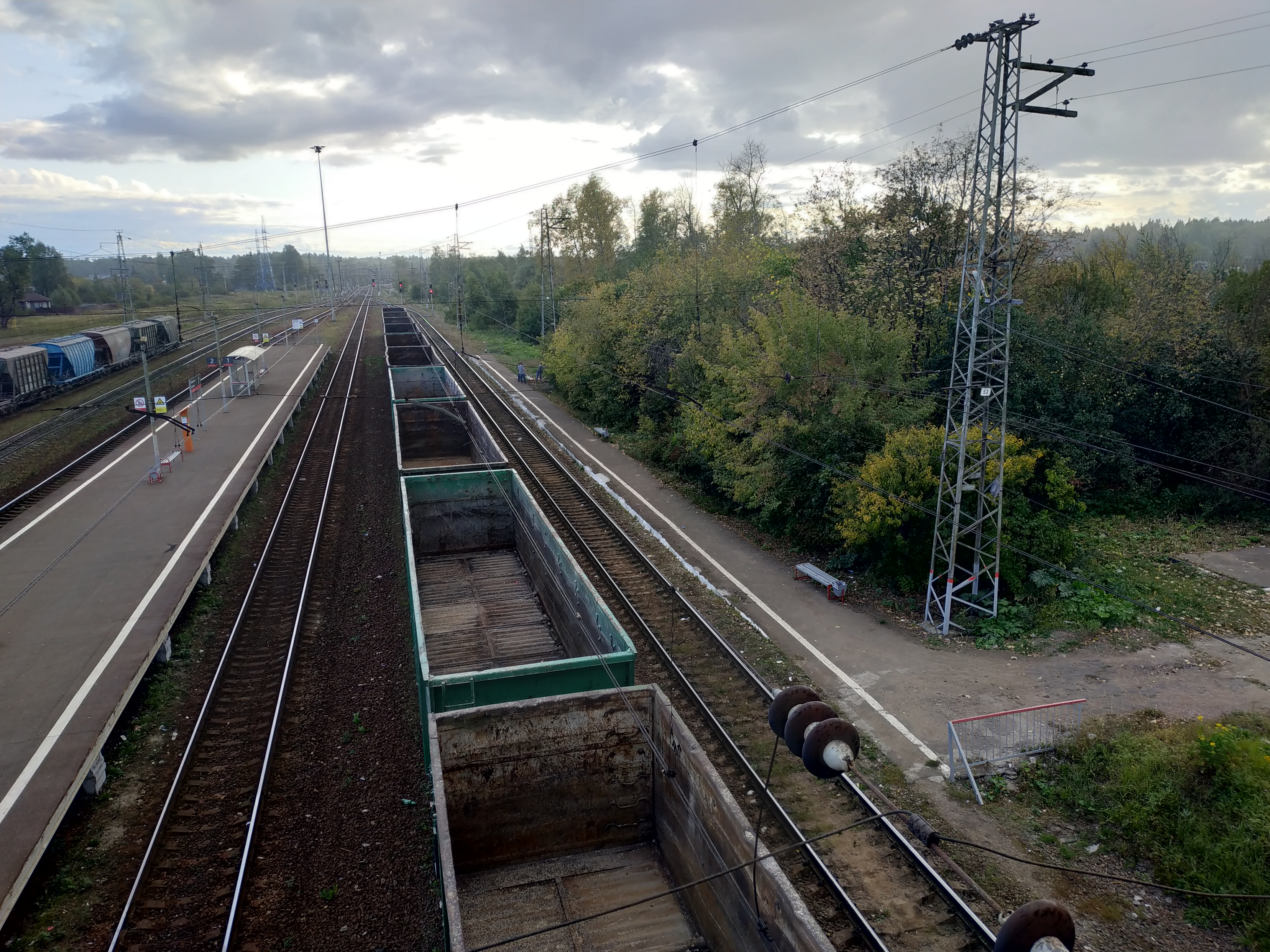
perony, widok w stronę Rżewa